# Filip Holender
Pour les articles homonymes, voir Holender.
Filip Holender (né le 27 juillet 1994 à Kragujevac) est un footballeur international hongrois évoluant au poste d'attaquant au Vasas Budapest.

## Biographie

### En club
Avec le club du Budapest Honvéd, il dispute 158 matchs en première division hongroise entre 2013 et 2019, inscrivant 30 buts. Il réalise sa meilleure performance lors de la saison 2018-2019, où il marque 16 buts. Cette saison-là, il est l'auteur de trois doublés. Cela fait de lui le co-meilleur buteur du championnat, à égalité avec Davide Lanzafame.
Le 25 mai 2019, il atteint avec cette équipe la finale de la Coupe de Hongrie. Malgré un but inscrit face au MOL Vidi FC, son équipe s'incline 1-2.
Lors de la saison 2019-2020, il participe à la phase de groupe de la Ligue Europa avec le club du FC Lugano, avec pour bilan cinq matchs joués, trois nuls et deux défaites.

### En équipe nationale
Le 15 octobre 2018, il figure pour la première fois sur le banc des remplaçants de l'équipe nationale A, mais sans entrer en jeu, lors d'une rencontre face à l'Estonie. Ce match nul prolifique en buts (3-3) entre dans le cadre de la Ligue des nations de l'UEFA 2018-2019. Il reçoit finalement sa première sélection officielle le 18 novembre de la même année, contre la Finlande, lors de cette même Ligue des nations (victoire 2-0). Il inscrit son premier but avec la Hongrie le 5 septembre 2019, en amical face au Monténégro (défaite 2-1).

## Palmarès
- Champion de Hongrie en 2017 avec le Budapest Honvéd
- Finaliste de la Coupe de Hongrie en 2019 avec le Budapest Honvéd

## Distinction personnelle
- Co-meilleur buteur du championnat de Hongrie en 2018-2019 (16 buts, à égalité avec Davide Lanzafame)